# Byrdmaniax
Byrdmaniax ist das zehnte Musikalbum der US-amerikanischen Folk-Rock-Band The Byrds. Es erschien am 23. Juni 1971 auf dem Label Columbia Records. Nachdem die Byrds sich mit Ballad of Easy Rider und (Untitled) wieder von dem Misserfolg des von Fans und Kritikern gleichermaßen schlecht aufgenommenen Dr. Byrds & Mr. Hyde erholt hatten, erlaubten sie sich mit Byrdmaniax einen weiteren Flop. In den Vereinigten Staaten erreichte das Album #46 der Pop-Charts, aus denen es sich recht schnell wieder verabschiedete, in Großbritannien kam es nicht zu einem Charteintritt des Albums. Die schlechten Kritiken und Verkaufszahlen hatte das Album wohl den orchestralen Arrangements und dem Gospelchor zu verdanken, die Produzent Terry Melcher und Arrangeur Paul Polena dem Album beimischten, und im Gegensatz zu den eher sparsam instrumentierten früheren Alben der Band standen.
Zwei Singles wurden vom Album ausgekoppelt, die beide sowohl in Großbritannien als auch in den Staaten an den Charts scheiterten. Im Mai kam I Trust (Everything Is Gonna Work Alright) mit der B-Seite This Is My Destiny auf den Markt (beide Titel wurden auf dem Albumcover gekürzt und heißen dort nur I Trust und My Destiny) und am 20. August erschien Glory, Glory mit Citizen Kane als B-Seite.

## Titelliste

### A-Seite
1. Glory, Glory (Arthur Reid Reynolds) – 4:03
2. Pale Blue (Roger McGuinn/Gene Parsons) – 2:22
3. I Trust (Roger McGuinn) – 3:19
4. Tunnel of Love (Skip Battin/Kim Fowley) – 4:59
5. Citizen Kane (Skip Battin/Kim Fowley) – 2:36

### B-Seite
1. I Wanna Grow Up to Be a Politician (Roger McGuinn/Jacques Levy) – 2:03
2. Absolute Happiness (Skip Battin/Kim Fowley) – 2:38
3. Green Apple Quick Step (Gene Parsons/Clarence White) – 1:49
4. My Destiny (Helen Carter) – 3:38
5. Kathleen’s Song (Roger McGuinn/Jacques Levy) – 2:40
6. Jamaica Say You Will (Jackson Browne) – 3:27

### Wiederveröffentlichung
Am 22. Februar 2000 veröffentlichte Columbia das Album auf CD mit folgenden Bonustracks:
1. Just Like a Woman (Bob Dylan) – 3:55
2. Pale Blue (Roger McGuinn/Gene Parsons) – 2:31 (alternative Version)
3. Think I’m Gonna Feel Better (Gene Clark) – 6:03 (mit Byrdgrass aka Green Apple Quick Step als Hidden Track)